# Kotovsk (huyện)
Huyện Kotovsk (tiếng Ukraina: Котовський район, chuyển tự: Kotovsks’kyi raion) là một huyện của tỉnh Odessa thuộc Ukraina. Huyện Kotovsk có diện tích 1037 kilômét vuông, dân số theo điều tra dân số ngày 5 tháng 12 năm 2001 là 30627 người với mật độ 30 người/km2. Trung tâm huyện nằm ở Kotovsk.